# Nikki Sexx
Nikki Sexx, née le 1er mars 1983 à Los Angeles en Californie, est une ancienne actrice américaine de films pornographiques.

## Biographie
Nikki Sexx est née dans le sud de Californie en 1983, et elle a débuté dans l'industrie pour adultes en 2008 quand elle avait 25 ans. Nikki Sexx a beaucoup de fans. Elle porte des piercings dans le nez, le nombril et aussi au clitoris. Elle a aussi plusieurs tatouages. Pendant sa carrière adulte, Nikki Sexx a travaillé avec beaucoup de producteurs (Digital Sin, Lethal Hardcore, Elegant Angel et Hustler).

## Filmographie

### Distinctions
Nominations
- 2010 : AVN Award - Best All-Girl Group Sex Scene – Big Toy Orgy avec Megan Jones, Adriana Deville, Amber Rayne, Allison Pierce, Jaelyn Fox, Mason Monroe et Janet Mason.
- 2010 : AVN Award - Best All-Girl Three-Way Sex Scene – Sweet Cheeks 11 avec Jayden Jaymes et Mason Monroe.
- 2011 : AVN Award - Unsung Starlet of the Year
- 2012 : AVN Award - Unsung Starlet of the Year
- 2013 : AVN Award - Unsung Starlet of the Year